# Kemnitz (Weischlitz)
Kemnitz ist ein Ortsteil der Gemeinde Weischlitz im Vogtlandkreis in Sachsen. Die Gemeinde Kemnitz mit ihrem Ortsteil Grobau wurde am 1. Januar 1994 mit sechs weiteren Gemeinden zur Gemeinde Burgstein zusammengeschlossen. Diese wurde wiederum am 1. Januar 2011 in die Großgemeinde Weischlitz eingegliedert.

## Geographie

### Lage und Verkehr
Kemnitz befindet sich im Westen der Gemeinde Weischlitz und gehört zur Burgsteinlandschaft. Das Dorf liegt in einer flachen und offenen Talmulde des Kemnitzbaches, der in der westlichen Ortsflur zur Talsperre Kemnitz aufgestaut wird. Der südwestlichste Punkt der Kemnitzer Ortsflur wird von der Bahnstrecke Leipzig–Hof tangiert. Kemnitz befindet sich im Westen des Vogtlandkreises und im sächsischen Teil des historischen Vogtlands an der Grenze zum Thüringischen und Bayerischen Vogtland. Im Nachbarort Grobau befindet sich der Drei-Freistaaten-Stein. Geografisch liegt der Ort im Zentrum des Naturraums Vogtland (Mittelvogtländisches Kuppenland).
Der Ort ist mit der vertakteten RufBus-Linie 47 des Verkehrsverbunds Vogtland an Weischlitz und Plauen angebunden.

### Nachbarorte
|        | Reinhardtswalde                             |                 |
| Grobau | Kompassrose, die auf Nachbargemeinden zeigt | Dehles          |
|        | Gutenfürst                                  | Krebes, Schwand |

## Geschichte

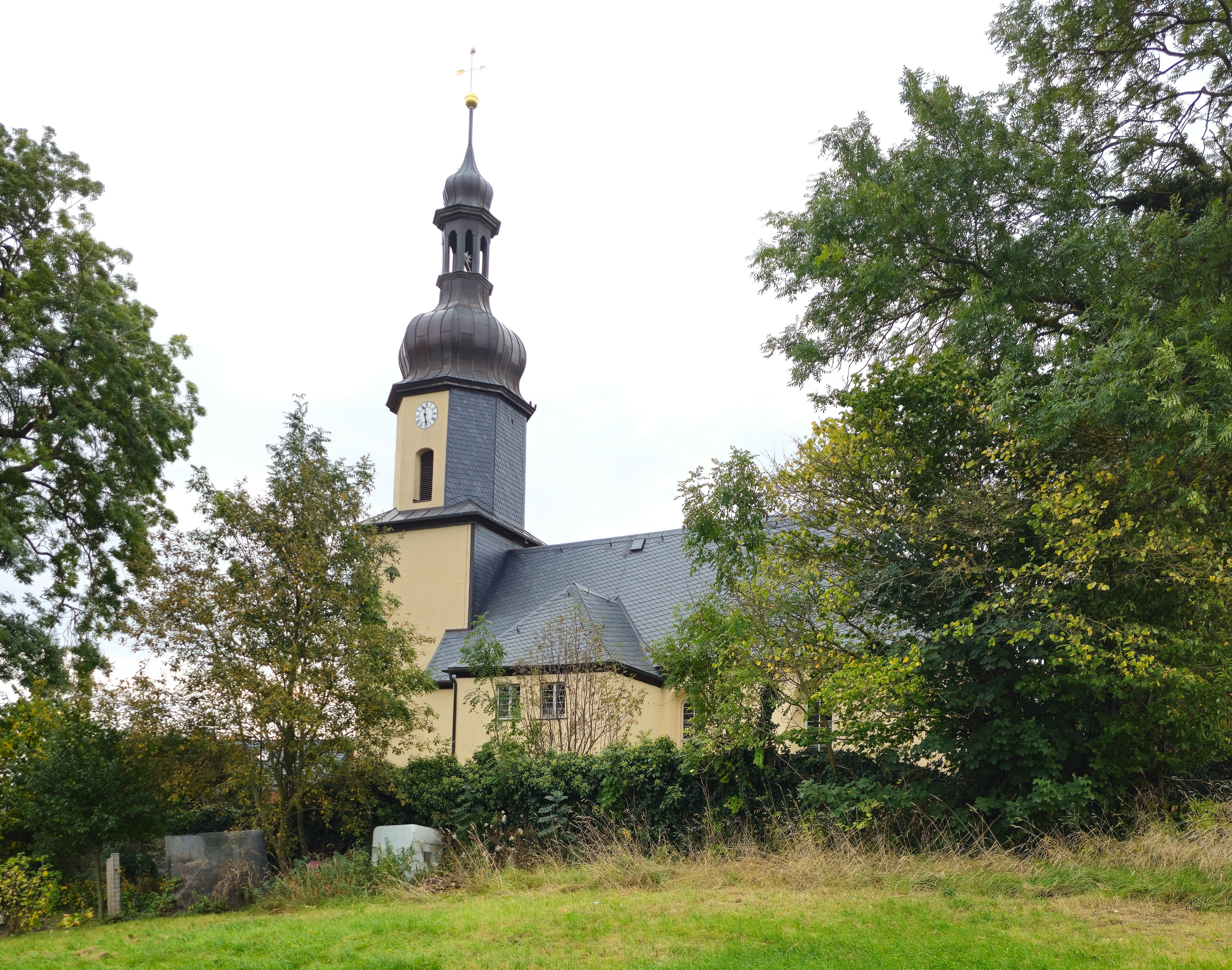
Die Kirche zu Kemnitz (Vogtland)

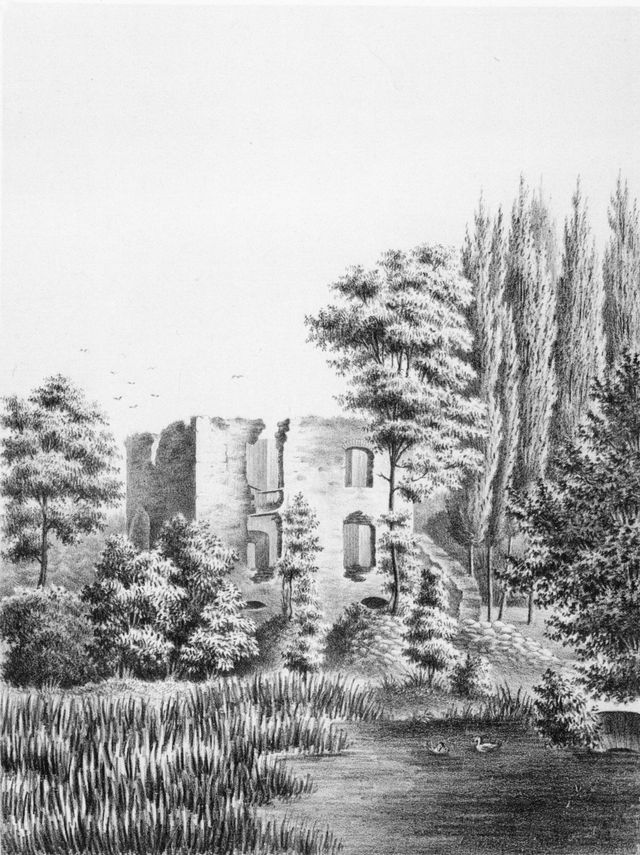
Das Wasserschloss Kemnitz (Vogtland) – um 1850

Der Name Kemnitz kommt aus dem Altsorbischen und bedeutet Steinbach. In einer Urkunde von 1122 wird der Bach als Grenze des Dobnagaus erwähnt. Der Ort selbst wird erstmals 1298 in einer Schenkungsurkunde von Kunigunde, der dritten und letzten Ehefrau von Vogt Heinrich I., dem Begründer der Dynastielinie Vögte von Plauen, erwähnt. In der Urkunde vermachte Kunigunde dem Kloster Cronschwitz Rechte an jährlichen Einnahmen, darunter auch 2 Hühner und 2 Käse aus Kemeniz. Im Ort entstanden im Mittelalter drei Ringwallanlagen. Dies war zuerst die Burg Kemnitz am südlichen Ortsausgang an der Straße Richtung Gutenfürst, von der noch ein Turmhügel und ein Graben vorhanden ist. Die zweite Anlage war die Wasserburg Kemnitz nordöstlich des Orts, von der noch ein Burghügel und ein Graben erhalten sind. Die dritte Anlage ist die Wasserburg Altes Schloss, welche 1543 erwähnt wurde („Item den ansitz mit dem Wassergraben herum und einem teich daran liegend…“).
Im Jahre 1502 hatte die Pfarre von Krebes bzw. die Pfarr- und Wallfahrtskirche auf dem Burgstein mehrere Besitztümer im Kemnitz. Im Zuge der Reformation und des damit verbundenen Bedeutungsverlustes der Wallfahrt zum Burgstein bemächtigte sich die Adelsfamilie von Feilitzsch der Ländereien und errichtete um 1583 ein Rittergut. 1607 gehörte dieses der Adelsfamilie von Tettau. 1661 bis 1769 sind als Besitzer die Herren von der Heydte nachgewiesen, welche es an die Adelsfamilie von Beulwitz veräußerten. Diese Familie lebte als letzte Rittergutsbesitzerin vor Ort in einem Wasserschloss. Anfang der 1840er Jahre kaufte sich die Familie von Feilitzsch das Gut wieder zurück. Nachdem das Gut im Jahr 1855 bis auf das Gesindehaus niedergebrannt war, wohnte die Familie von Feilitzsch im Schloss in Heinersgrün. Noch im 19. Jahrhundert verfiel das Wasserschloss zur Ruine und wurde abgetragen. Von ihr sind heute lediglich Grabenreste und ein Trümmerhaufen erhalten. Kemnitz gehörte bis 1856 zum kursächsischen bzw. königlich-sächsischen Amt Plauen. 1856 wurde der Ort dem Gerichtsamt Plauen und 1875 der Amtshauptmannschaft Plauen angegliedert.
Im Zuge der Bodenreform in der Sowjetischen Besatzungszone ab 1945 erfolgte die Enteignung des Ritterguts Kemnitz. Erhalten ist von dem Rittergut heute nur noch ein Wirtschaftsgebäude. Durch die zweite Kreisreform in der DDR kam die Gemeinde Kemnitz im Jahr 1952 zum Kreis Plauen-Land im Bezirk Chemnitz (1953 in Bezirk Karl-Marx-Stadt umbenannt). 1954 geriet das Dorf aufgrund der Grenznähe zu Bayern in die 5-km-Sperrzone und war bis 1989 nur noch mit Passierschein zu erreichen. Am 4. Juli 1983 wurde Grobau nach Kemnitz eingemeindet. Mit der Wende endete für Kemnitz die Lage im Sperrgebiet. Der einstige Grenzstreifen in der Grobauer Flur gehört seitdem zum Naturschutzgebiet Grünes Band Deutschland.
Die Gemeinde Kemnitz mit ihrem Ortsteil Grobau gehörte ab 1990 zum sächsischen Landkreis Plauen. Am 1. Januar 1994 schloss sie sich mit sechs weiteren Gemeinden zur Gemeinde Burgstein zusammen, die seit 1996 zum Vogtlandkreis gehörte. Mit der Eingliederung der Gemeinde Burgstein in die Großgemeinde Weischlitz gehört Kemnitz seit dem 1. Januar 2011 als Ortsteil zur Gemeinde Weischlitz.
Kirchlich war die Kapelle von Kemnitz anfangs der Pfarrei von Mißlareuth unterstellt und wurde vom Kaplan aus Krebes mitbetreut. Als Krebes eine eigene Parochie erlangte, wurde die Kemnitzer Kirche eine Filialkirche von Krebes. Mißlareuth und Krebes waren jedoch beides Streitpfarren und somit war auch Kemnitz ein Teil dieses sich über Jahrhunderte ziehenden Streites zwischen dem Fürstentum Bayreuth und dem Kurfürstentum Sachsen. Die Orte Gutenfürst und Reinhardtswalde waren und sind nach Kemnitz gepfarrt. Seit 2001 gehört die Kirche zum Pfarramt Geilsdorf.

## Sehenswertes
- Kirche, 1731–1734 gebaut, mit markantem Kanzelaltar
- Turmhügel und Reste des Wasserschlosses
- Talsperre Kemnitz, ein Stau des Kemnitzbaches
- Sühnekreuz, an der Straße nach Gutenfürst